# Chicagói vasúti baleset
Az 1972-es chicagói vasúti baleset egy felhős reggelen, csúcsidőben történt október 30-án.
Az Illinois Central Gulf 416-os járata, amely az új, könnyű építésű, emeletes Highliner kocsikból állt, túlszaladt a 27. utcai állomáson a mostani Metra Electric vonalon, és a mozdonyvezető úgy döntött, hogy visszatolat. A vonat már túlhaladt a jelzőn, ezért a biztosítóberendezés ugyanazon a vágányon teljes sebességű továbbhaladást engedélyező szabad jelzést adott a következő, 720-as számú expresszvonatnak, amely nehezebb konstrukciójú, egyszintes kocsikból állt. Az expressz mozdonyvezetője csak akkor látta meg az emeletes vonatot, amikor már túl késő volt. A vonatok összeütköztek, és az expressz első kocsija felszaladt az emeletes vonat utolsó kocsijára. Az ütközés következtében 45 ember meghalt és 332 megsérült.

## Fordítás
Ez a szócikk részben vagy egészben  a(z)   1972 Chicago commuter rail crash című angol Wikipédia-szócikk fordításán alapul.  Az eredeti cikk szerkesztőit annak laptörténete sorolja fel. Ez a jelzés csupán a megfogalmazás eredetét és a szerzői jogokat jelzi, nem szolgál a cikkben szereplő információk forrásmegjelöléseként.